# Tefennia tefennica
Tefennia tefennica is een slakkensoort uit de familie van de Hydrobiidae. De wetenschappelijke naam van de soort is voor het eerst geldig gepubliceerd in 2003 door Schütt & Yildirim.